# Агенарих
Агенарих (на латински: Agenarichus, Serapio; на немски: Agenarich) е крал на алеманите през 4 век.

## Биография
Той е син на крал Медерих († сл. 357) и племенник на Кнодомар. Баща му го преименува на Серапио на името на елино-египетския бог Серапис (Амиан Марцелин, 16,12).
През есента на 357 г. Агенарих, заедно с чичо си Кнодомар, ръководи аламанска войска в битката при Аргенторатум близо до Страсбург, в която са победени от римската войска на цезар Юлиан.